# Hajany, Brno-venkov
Hajany là một làng thuộc huyện Brno-venkov, vùng Jihomoravský, Cộng hòa Séc.